# Sulaiman Al-Fahim
Sulaiman Abdul Kareem Mohammad Al-Fahim (Arabisch: سليمان عبدالكريم محمد الفهيم; Dubai, 1977) is een ondernemer en miljardair uit de Verenigde Arabische Emiraten. Hij was CEO van Hydra Properties. Al-Fahim is ook voor tien procent eigenaar van en (niet-leidinggevend) voorzitter van de Engelse voetbalclub Portsmouth FC. In maart 2009 stond Al-Fahim op de vierde plaats in de lijst van 's werelds invloedrijkste Arabieren van het zakentijdschrift Arabian Business.

## Jeugd
Al-Fahim werkte vanaf elfjarige leeftijd in zijn vaders apotheek. Toen hij achttien jaar was, begon hij de Sulaiman Al-Fahim Group, die in de VAE sport en onderwijs financierde. In 1998, toen hij 21 was, kwamen zijn ouders en jongere broer om bij een auto-ongeluk nabij Dubai International Airport. Na dit verlies vertrok hij naar de Verenigde Staten, waar hij afstudeerde.

## Carrière

### Televisie
Al-Fahim is initiatiefnemer van de realityserie Hydra Executives over zijn gelijknamige bedrijf. Het programma ging in 2008 van start.

### Sport
Als fervent schaker vertegenwoordigde Al-Fahim op jeugdige leeftijd zijn land en van 2008 tot 2012 was hij voorzitter van de schaakbond van de Verenigde Arabische Emiraten. Naar eigen zeggen was hij op zijn negende de vijfde van de wereld in zijn leeftijdscategorie. Al-Fahim is tevens een voetballiefhebber. In die hoedanigheid sponsorde hij de sport op diverse manieren, was hij actief betrokken bij Portsmouth FC en Manchester City en startte hij een voetbalopleiding in eigen land.